# UFC Fight Night: Iaquinta vs. Cowboy
UFC Fight Night: Iaquinta vs. Cowboy (también conocido como UFC on ESPN+ 9 o UFC Fight Night 151) fue un evento de artes marciales mixtas producido por Ultimate Fighting Championship que se llevó a cabo el 4 de mayo de 2019 en el Canadian Tire Centre de Ottawa, Ontario, Canadá.

## Historia
El evento fue la segunda visita de la promoción a Ottawa, después de UFC Fight Night: MacDonald vs. Thompson en junio de 2016 en el TD Place Arena.
El evento estelar contó con un combate de peso ligero entre Al Iaquinta y el exretador al Campeonato de Peso Ligero de UFC, Donald Cerrone.
Se esperaba que Walt Harris enfrentara a Alexey Oleynik en el evento. Sin embargo, el 3 de abril, se anunció que Oleinik reemplazaría al ex campeón de peso pesado de Bellator, Alexander Volkov, en su combate contra el campeón del Gran Premio de K-1 2010 y excampeón de peso pesado de Strikeforce, Alistair Overeem en el evento estelar de UFC Fight Night: Overeem vs. Oleinik. Fue reemplazado por Sergey Spivak.
Se esperaba que Leah Letson se enfrentara a Sarah Moras en el evento. Sin embargo, Letson fue retirada de la pelea a principios de abril por un problema médico no especificado y fue reemplazada por Macy Chiasson.
Brian Kelleher enfrentaría a Mitch Gagnon en el evento. Sin embargo, Kelleher se retiró de la pelea el 10 de abril citando una lesión y fue reemplazado por el recién llegado Cole Smith.
Se esperaba que Siyar Bahadurzada enfrentara a Nordine Taleb en el evento. Sin embargo, el 24 de abril, se informó que Bahadurzada se retiró de la pelea por una lesión y fue reemplazado por el recién llegado Kyle Prepolec.

## Premios extras
Los siguientes peleadores recibieron $50,000 en bonos:
- Pelea de la Noche: Donald Cerrone vs. Al Iaquinta
- Actuación de la Noche: Walt Harris y Macy Chiasson